# Paul Paeschke
Pour les articles homonymes, voir Paeschke.
Paul Paeschke, né le 27 février 1875 à Berlin et mort le 10 juin 1943 dans la même ville, est un peintre, graveur et grafiker allemand de la période impressionniste. Il est membre de la sécession berlinoise, du Verein Berliner Künstler et du Deutscher Künstlerbund à Weimar.

## Biographie
Paul Paeschke naît le 27 février 1875 à Berlin.
Il suit d'abord une formation de professeur de dessin à Berlin. Après avoir passé son examen d'enseignant, il fréquente l'Université des arts de Berlin de 1900 à 1906, où il reçoit l'enseignement d'Otto Brausewetter et de Georg Ludwig Meyn. Il perfectionne son talent graphique en tant qu'élève du professeur Karl Köpping, qui dirige un atelier de gravure sur cuivre et de gravure à l'eau-forte à l'académie.

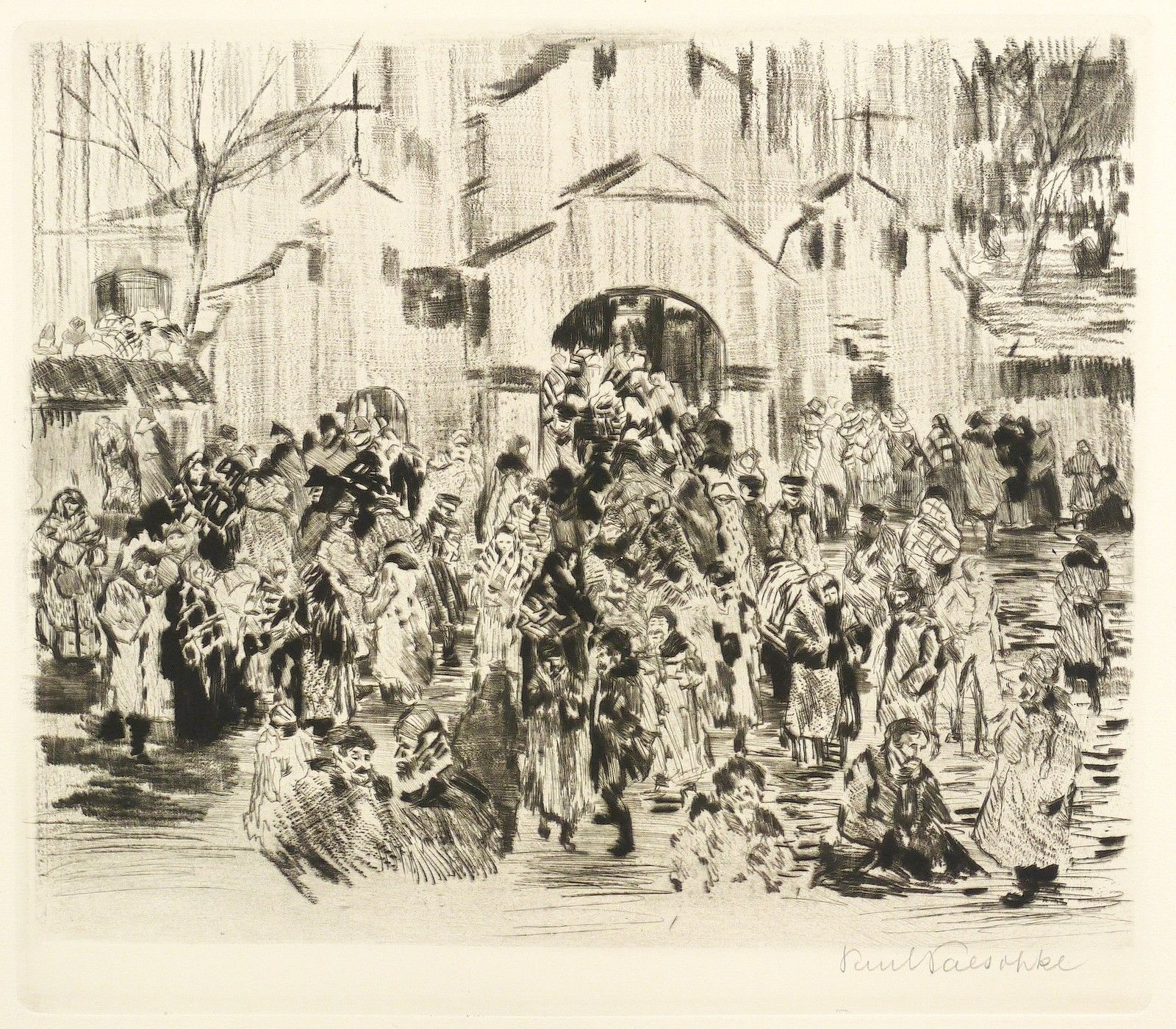
Église de Lida (Gravure, 1918).

Paeschke prend part à la Première Guerre mondiale en tant que simple landsturm et travaille pendant un certain temps comme peintre de guerre et collaborateur du journal de guerre Die Wacht im Osten. De nombreuses gravures de la vie religieuse à Vilna en Lituanie (aujourd'hui Vilnius) et à Lida en Biélorussie sont les témoins de cette période.
Pendant la Seconde Guerre mondiale, Paeschke travaille comme professeur d'art dans le Brandebourg, mais continue à vivre dans son appartement berlinois de Zehlendorf.

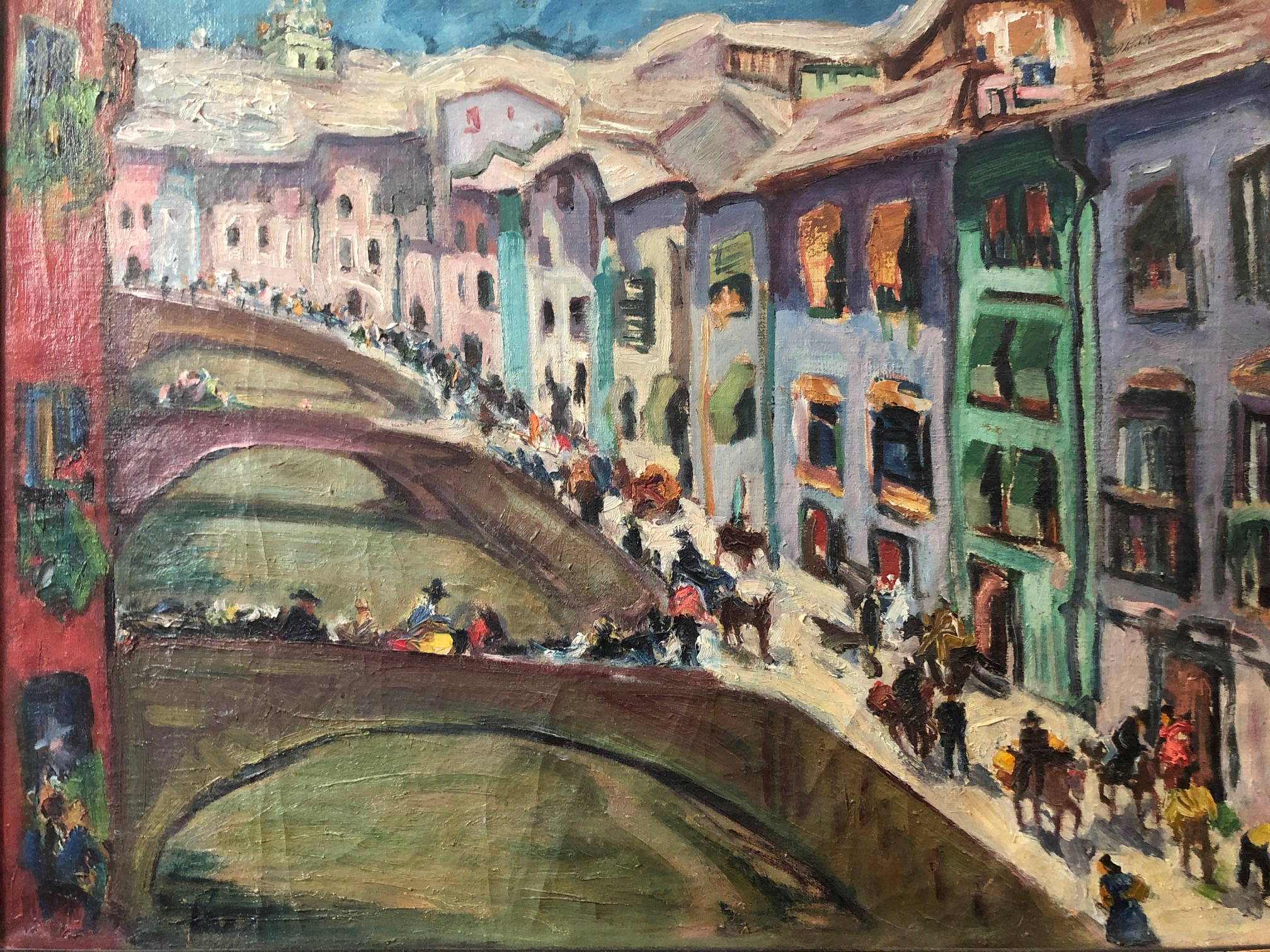
Rue du Rio Darro à Grenade (peinture à l'huile, vers 1930).

Paul Paeschke est marié à partir du 27 mars 1909 à Jenny Paeschke (née Knittel le 4 juin 1868 et morte le 15 janvier 1961), le couple n'a pas d'enfant.
Le couple Paeschke est ami avec le peintre Lovis Corinth et sa femme Charlotte Berend-Corinth et passe un séjour d'étude de trois mois avec eux en Grèce. Paeschke voyage également en Espagne avec Charlotte Berend-Corinth en 1925. Paeschke rend ensuite compte d'un autre voyage en Espagne dans un article de magazine. Pour le tableau tardif de Lovis Corinth Ecce homo de 1913, Paeschke  sert de modèle à l'artiste en tant que marié.
Paul Paeschke meurt le 10 juin 1943 et sa tombe se trouve au cimetière de Zehlendorf à Berlin (ancienne tombe 009/553, tombe honoraire jusqu'en 2009, n'existe plus aujourd'hui).

## Œuvre
Bien que Paeschke ait également créé de nombreuses peintures à l'huile, son travail principal consiste en des gravures et des lithographies, qu'il a présentées pour la première fois à un large public lors de la grande exposition d'art de Berlin en 1905. De nombreuses autres expositions du Deutscher Künstlerbund, de la Sécession de Munich et de la Sécession de Berlin ont suivi, au cours desquelles Paeschke a été représenté avec ses propres œuvres.
Paeschke a atteint une maîtrise particulière dans ses gravures, qui sont très proches des œuvres graphiques des impressionnistes les plus connus Max Liebermann, Max Slevogt et Lesser Ury. Ses dessins au pastel, qui dégagent souvent une gaieté et une légèreté particulières, sont également remarquables.

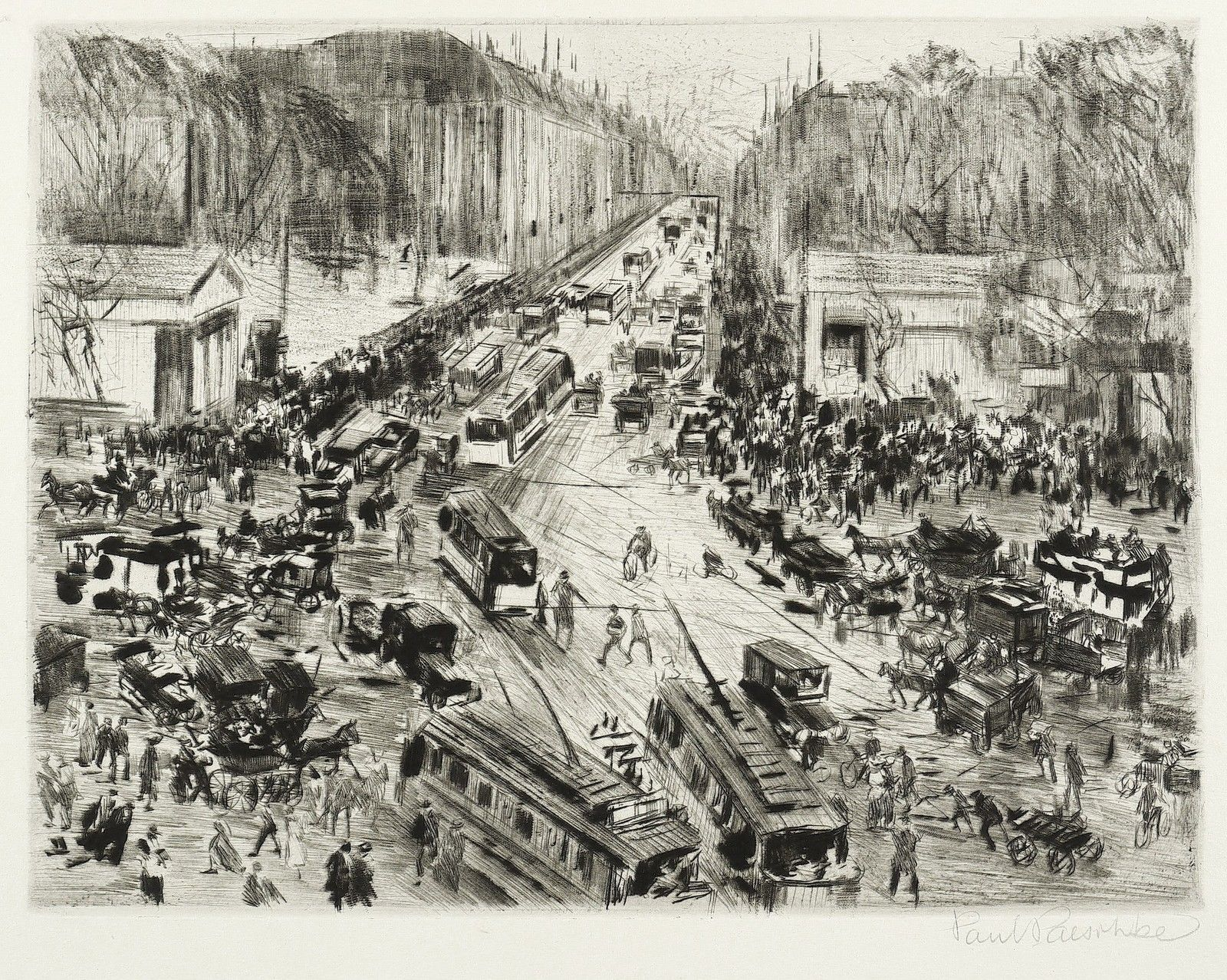
Potsdamer Platz à Berlin (gravure, 1918).

De nombreux voyages d'études ont conduit Paeschke dans de nombreuses régions d'Allemagne ainsi que dans d'autres pays européens, notamment en Espagne, en Italie et en Angleterre, où il a réalisé de nombreux dessins et peintures. Sur le plan thématique, cependant, son travail se concentre clairement sur des motifs de Berlin et de ses environs. Les représentations des grandes villes avec leurs foules sont caractéristiques de l'œuvre de Paeschke.
Les peintures de Paul Paeschke sont représentées dans de nombreux musées, dont le Stadtmuseum Berlin, le Musée juif de Berlin, la Galerie berlinoise et la National Gallery of Art à Washington.
Le musée de Berlin a consacré une exposition personnelle à Paeschke en 1975 à l'occasion de son 100e anniversaire. Dans la grande exposition de Bielefeld Impressionnisme allemand, il a été représenté en 2009-2010 avec la peinture à l'huile Leipziger Straße Berlin.
En 2017, l'exposition Streit am Wannsee - Von noblen Villen und Strandbadfreuden à la Liebermann-Villa de Berlin a montré, outre des œuvres de Heinrich Zille, Max Liebermann, Philipp Franck et Hugo Vogel, une aquarelle de plage de Paul Paeschke.
Parmi les autres expositions d'œuvres de Paeschke qui méritent d'être mentionnées, citons La conquête de la rue - de Monet à Grosz (Schirn Kunsthalle, Francfort-sur-le-Main, 2006), la double exposition "Käthe Kollwitz / Paul Paeschke" (Steißlingen, 2007) et La beauté de la grande ville - Les peintures berlinoises de Gaertner à Fetting (Musée Ephraim-Palais, Berlin, 2018).
Dans l'épisode de l'émission Lieb & Teuer de NDR, diffusée le 9 avril 2017, il est question d'un tableau du palais de la ville de Potsdam, que Paeschke a peint en 1941 .

## Exposition individuelle
- 30 août - 26 octobre 1975 : Paul Paeschke, peintre berlinois à l'occasion de son 100e anniversaire, Musée de Berlin, Berlin.